# 津島銀行
津島銀行（つしまぎんこう）は、愛知県海東郡津島町に本店があった明治期の私立銀行。
1893年（明治26年）に、津島の庄屋であった渡辺新兵衛らによって愛知県海東郡津島町（現津島市）を本店に資本金10万円で設立。1907年（明治40年）に名古屋銀行（東海銀行の前身の一つ）に吸収合併され歴史の幕を閉じた。

## 沿革
- 1893年（明治26年）4月21日：設立
- 1893年（明治26年）5月16日：開業
- 1907年（明治40年）6月22日：名古屋銀行に合併

## 頭取
- 創業時：渡辺新兵衛
- 合併時：大橋助左衛門

## 合併時の店舗等
- 本店

愛知県海東郡津島町大字津島554番地
合併後は同行津島支店。東海銀行設立後は同行津島支店。現在は三菱UFJ銀行津島支店。（所在地名の変更に伴い現在は、津島市藤浪町1丁目17番2号）
- 支店（3支店）

名古屋、幅下、清洲
- 出張店（1箇店）
- 資本金：21万円（合併直前に30万円から減資）